# Vokzalna (stanice metra v Kyjevě)
Vokzalna (ukrajinsky Вокзальна, Vokzaľna) v doslovném překladu Železniční stanice je stanice kyjevského metra na Svjatošynsko-Brovarské lince, která se nachází poblíž hlavního kyjevského nádraží Pasažyrskyj.
V budoucnu to bude přestupní stanice na linku Podilsko-Vyhurivska vestibulem k nástupištím 4. linky

## Charakteristika
Stanice je trojlodní, kdy pilíře jsou do půle obloženy mramorem. Na konci nástupiště se nachází mříž, která obsahovala erb Ukrajinské SSR. Obklad kolejových zdí je z dlaždic.
Stanice má jeden vestibul, vestibul má jeden východ ústící na malé náměstí u železniční stanice. Vestibul je s nástupištěm propojen eskalátory.